# Peter Rummel (Bildhauer)
Peter Rummel (* 12. Juli 1850 in Regensburg; † 1900 oder 1913 in München) war ein Bildhauer, der vor allem in Wien wirkte.

## Leben und Werke
Rummel war der Sohn eines Schreiners. Er studierte ab 1868 an der Akademie in München. 1871 erhielt er ein Stipendium. Von 1872 bis 1885 war er ein Schüler und Gehilfe Zumbuschs. So war er etwa an der Herstellung des Beethoven-Denkmals beteiligt, das 1878 auf der Weltausstellung in Paris prämiert und 1880 auf dem Beethovenplatz in Wien aufgestellt wurde. Später lebte er als selbstständiger Bildhauer in Wien.
Er gestaltete in Zusammenarbeit mit dem Architekten Heinrich Claus das Grabmal der Eheleute Johann Ritter von Schimke und Adolfine von Schimke auf dem Zentralfriedhof Wien. Das Grabmal weist Portalarchitektur im Stil der Neorenaissance auf. Es ist mit der Figur eines Engels und einer Trauernden, die sich über eine Urne beugt, geschmückt; eine dritte Figur mit einem Wappen befindet sich auf den Stufen des Grabmals. Ein Tondo mit dem Doppelporträt der Verstorbenen wird oberhalb des Portals von Tutten gehalten.
Rummel lebte zeitweise ebenso wie Betty Rummel in Hinterbrühl.